# Antoine Pierre Demours
Antoine Pierre Demours (* 16. Dezember 1762 in Paris; † 4. Oktober 1836 in Paris) war ein französischer Augenarzt. Er war der Sohn des Augenarztes Pierre Demours.

## Leben und Wirken
Demours war Augenarzt der französischen Könige Ludwig XVIII. und Karl X. Er führte die von Karl Himly (1772–1837) empfohlene Verwendung von pupillenerweiternden Mitteln bei Augenoperationen, insbesondere bei der Operation des grauen Stars in Frankreich ein. Auch das vom deutschen Augenarzt Karl Wenzel beschriebene Ausschneiden der Iris mit anschließender künstlicher Pupillenbildung hat Demours in Frankreich eingeführt.

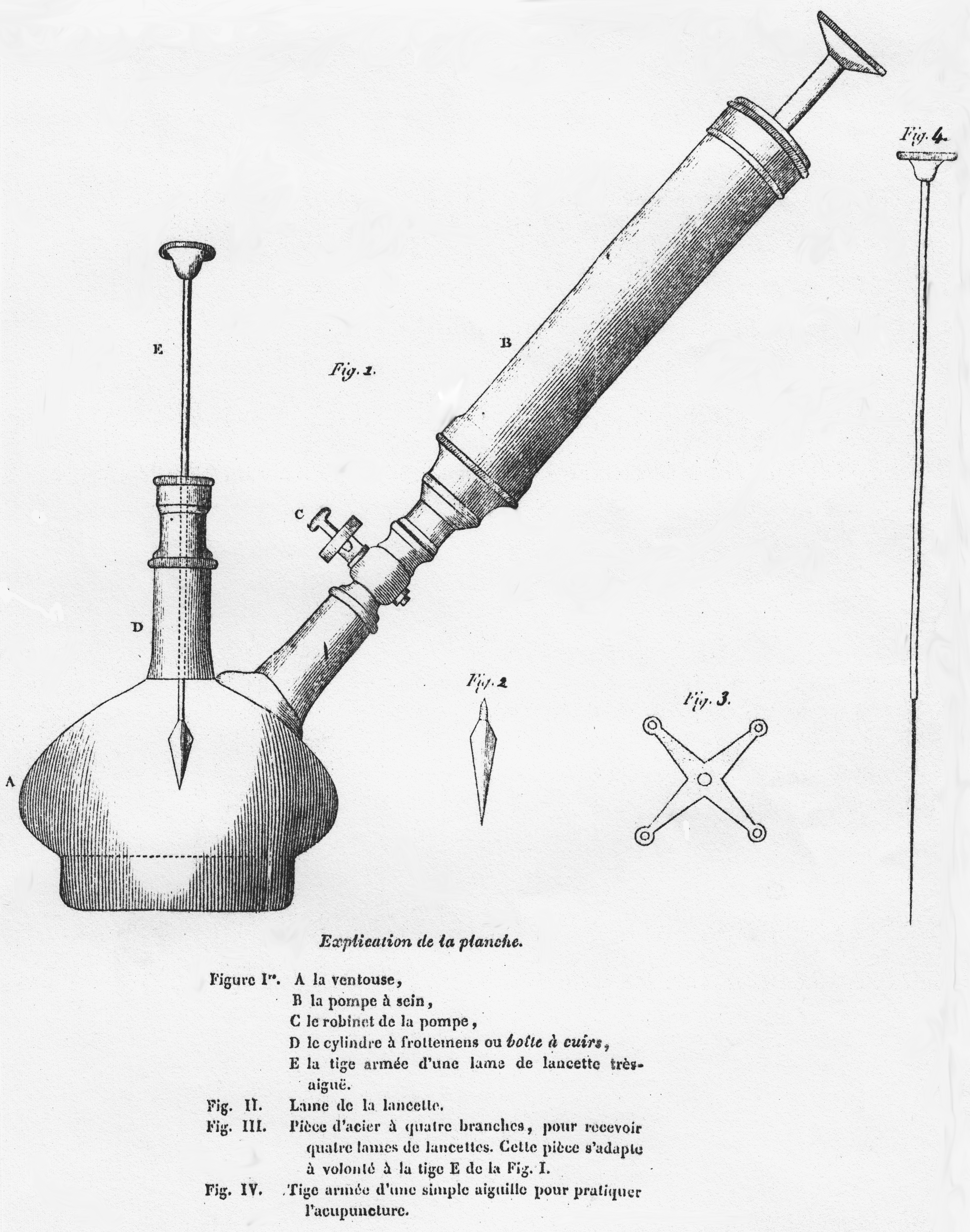
Antoine Pierre Demours 1819. Schröpfgerät. Es ermöglicht Schröpfen und gleichzeitigen Aderlass oder Schröpfen und gleichzeitige Akupunktur

Von 1819 bis 1825 nutzte Demours die Akupunktur oder blutiges Schröpfen zur Behandlung von Augenerkrankungen. Nadeln oder Schröpfköpfe setzte er dabei überwiegend auf der Nackenmuskulatur an. Die Nackenmuskulatur war der Ort, wo auch das Haarseil („séton“), ein Verfahren zur Erzeugung von örtlich begrenzten Eiterungen  bei der Behandlung von Augenentzündungen eingesetzt wurde.

## Werke
- Mémoire de M. Demours, fils, Docteur – régent de la Faculté de médecine de Paris et médecin – oculiste du Roi, en survivance... [suivi de:] Rapport des commissaires nommés par la Faculté de médecine de Paris, pour examiner un instrument inventé par M. Demours, fils, & propre à faciliter la section de la cornée dans l’opération de la cataracte. Paris 1784  (Digitalisat)
- Traité des maladies des yeux : avec des planches coloriées représentant ces maladies d’après nature, suivi de la description de l’oeil humain, traduite du latin de Samuel Thomas von Soemmerring. Chez l’auteur, Paris 1818
  - Band I (Digitalisat)
  - Band II (Digitalisat)
  - Band III (Digitalisat)
  - Band IV contenant les planches qui représentent les Maladies des yeux, avec leurs explications, et la traduction de l’ouvrage de Samuel Thomas Soemmering, intitulé : « Icones oculi humani » (Digitalisat)
- Précis historique et pratique sur les maladies des yeux. Paris 1821